# Johnny Sandin
Johnny Sandin, född 29 oktober 1977, är en svensk musiker och tidigare trummis i det progressiva/Metal-bandet Seventh Wonder.

## Karriär
Sandin började spela gitarr vid sex års ålder efter att ha hört sin mor spela låten "Smile" för honom.
Han säger själv att det blev början på hans rockkarriär Han spelade gitarr i nio år sedan tyckte han att han inte utvecklades mer på det planet och bytte ut gitarren mot ett trumset ett år senare.
Han säger sig själv vara mycket inspirerad av Ingo Schwichtenberg som spelade i Helloween, men vid tiden för hans byte av instrument så delade ingen hans tycke för Ingo.
Sandin började spela i ett Grunge rock-band som kallade sig Startbox.
Han spelade med Startbox fram till det att han mötte Andreas Blomqvist som spelade bas och sjöng i ett thrash metal-band.
Blomqvist följde på Sandin och hans vän Björn Grönkvist som hade bildat bandet Blue Man Down. Efter att de spelat tillsammans i ett år bestämde sig Sandin för att börja spela i ett progressive metal-band som kallade sig Euphoria.
Efter ett år i Euphoria så slutade Sandin och sångaren Magnus Lindblom i bandet på grund av för lite visat intresse av de andra medlemmarna. Lindblom ringde upp Sandin och bad om att få träffa honom och ett par andra killar, Jon Björk och Johan Liefvendahl, som han ville börja spela med. De fyra bildade bandet Mankind. Efter drygt ett och ett halvt år blev Lindblom tvungen att sluta i bandet av hälsoskäl vilket resulterade i att Mankind gick i graven. Sandin, Blomqvist och Liefvendahl fortsatte att spela tillsammans men det var inte förrän Andreas "Kyrt" Söderin började i bandet som saker och ting började hända. Vid den tiden så kallade bandet sig själva för Neverland men bytte sedan till sitt nuvarande namn Seventh Wonder.

## Diskografi

### Seventh Wonder
- 2001 - Seventh Wonder (Demo)
- 2003 - Temple in the storm (Demo)
- 2005 - Become
- 2006 - Waiting in the wings
- 2008 - Mercy Falls
- 2011 - The great escape